# José Wanderley de Araújo Pinho
José Wanderley de Araújo Pinho (Santo Amaro, 19 de março de 1890 - Rio de Janeiro, 7 de outubro de 1967) foi um historiador, professor universitário e político brasileiro. Foi prefeito de Salvador e deputado federal, membro e presidente de honra do Instituto Geográfico e Histórico da Bahia (IGHB), ocupou a Cadeira 1 da Academia de Letras da Bahia.
Quando deputado foi o defensor do projeto que resultou na criação do Instituto do Patrimônio Histórico e Artístico Nacional.

## Biografia
Era "filho de João Ferreira de Araújo Pinho e de Maria Luísa Wanderley de Araújo Pinho. Seu pai foi presidente da província de Sergipe em 1876 e governador da Bahia de 1908 a 1911. Seu avô materno, João Maurício Wanderley, barão de Cotegipe, foi deputado de 1843 a 1856, presidente da província da Bahia em 1852, ministro da Marinha em 1855 e 1868, senador pela Bahia de 1856 a 1899, ministro da Fazenda em 1865, ministro dos Estrangeiros em 1869, 1875 e 1885 e vice-presidente do Conselho de Ministros de 1885 a 1888. Fez os estudos secundários no Ginásio Arquiepiscopal e no Colégio Florêncio, ambos em Salvador, diplomando-se em ciências jurídicas e sociais em 1910 pela Faculdade Livre de Direito da Bahia", como registrou a Fundação Getúlio Vargas.
Exerceu a advocacia em Santo Amaro, Salvador e no Rio de Janeiro e foi promotor de justiça em Salvador e Mata de São João. Foi ainda professor de História do Brasil na Faculdade de Filosofia e Ciências Humanas da Universidade Federal da Bahia. Foi casado com Estela Calmon de Wanderley Pinho.
Após ter exercido o mandato como deputado federal (1924-1930), foi prefeito da capital baiana entre 1947 e 1951. Pinho teria então expulsado da Igreja do Bonfim a religiosa Irmã Dulce, que ali teria se instalado em 1939. Foi o idealizador e executor das festas que marcaram os quatrocentos anos da fundação da cidade do Salvador. Foi autor do tombamento do casarão que, mais tarde, se tornou sede do Museu do Recôncavo Wanderley Pinho. O casarão histórico, que chegou a ser saqueado pelos holandeses no século XVII, pertenceu a José Wanderley, que o herdara. Ele, então, idealizou o museu e o IPHAN, de cujo projeto foi defensor no Congresso, veio a tombá-lo. O museu só foi inaugurado em 1971.
Em 17 de julho de 1969 o Museu Histórico Nacional adquiriu o acervo composto por "documentos sobre escravidão, abolição dos escravos, campanhas abolicionistas e republicanas, comentários sobre eleição direta, diploma, álbum com fotos da visita do Presidente Washington Luís à Bahia, álbum do desfile do 4º centenário da Cidade de Salvador", e que compõem a "Coleção WP - José Wanderley de Araujo Pinho".

## Livros do autor
Publicou Wanderley Pinho as seguintes obras:
- Salões e Damas do Segundo Reinado (1942)
- Cartas do Imperador D. Pedro II ao Barão de Cotegipe (editor, 1935)
- Cotegipe e Seu Tempo. 1ª fase: 1815/1867 (1937)
- Política e políticos no Império (1930)
- A Sabinada
- D. Marcos Teixeira, Quinto Bispo do Brasil (1940)
- Testamento de Mem de Sá
- História de um Engenho do Recôncavo: 1552 – 1944 (1942)
- A Bahia: 1808/1856
- Cartas de Francisco Otaviano (coligidas e anotadas)
- História Social do Salvador, 1968 (póstumo)